# Feira de Santana
Feira de Santana är en stad och kommun i östra Brasilien och är den näst största staden i delstaten Bahia. Centralorten är belägen vid floden Jacuipe och har cirka en halv miljon invånare, med cirka 600 000 invånare i hela kommunen.

## Administrativ indelning
Kommunen var år 2010 indelad i nio distrikt:
- Bonfim da Feira
- Feira de Santana
- Governador Dr. João Durval Carneiro
- Humildes
- Jaguara
- Jaíba
- Maria Quitéria
- Matinha
- Tiquaruçu

Distriktet Feira de Santana var i sin tur indelad i ytterligare fem underdistrikt år 2000:
- Mangabeira
- Pampalona
- Santana
- Santo Antônio
- Subae

## Befolkningsutveckling
| Område              | Areal (km²)   | Invånarantal 1 augusti 2000 | Invånarantal 1 augusti 2010 | Invånarantal 1 juli 2014 |
| ------------------- | ------------- | --------------------------- | --------------------------- | ------------------------ |
| Kommun              | 1 337,99      | 480 949                     | 556 642                     | 612 000                  |
| Urban befolkning    | Ingen uppgift | 431 730                     | 510 635                     | Ingen uppgift            |
| ...varav centralort | Ingen uppgift | 419 816                     | 495 965                     | Ingen uppgift            |